# مصلح پیکولو
مصلح پیکولو (ترکی استانبولی: Muslih Peykoğlu; ۲۰ اکتبر ۱۹۰۵ – ۲۷ دسامبر ۱۹۶۰) بازیکن فوتبال اهل ترکیه بود.
از باشگاه‌هایی که در آن بازی کرده‌است می‌توان به باشگاه فوتبال گالاتاسرای اشاره کرد.
وی همچنین در تیم‌های ملی فوتبال ترکیه و المپیک ترکیه بازی کرده‌است.